# Markscheider Kunst
Markscheider Kunst (ros. Маркшейдер Кунст) – rosyjski zespół muzyczny grający w różnych okresach muzykę z gatunku ska jazz, reggae, rockabilly oraz afro-rock. Założony w 1992 roku w Petersburgu przez studentów geologii. 

## Skład zespołu[3][1]
- Siergiej Efremenko - wokal, gitara
- Kirył Oskin - gitara basowa, kontrabas
- Danił Prokopjew - perkusja
- Kirył Ipatow - instrumenty perkusyjne
- Władimir Matuszkin - gitara, boczny wokal
- Denis Raczkow - gitara akustyczna, güiro
- Iwan Njekłudow - saksofon altowy i tenorowy
- Anton Wisznajkow - puzon
- Ałeksandr Płjuskin - trąbka, boczny wokal

## Dyskografia[2]

### Albumy studyjne
- Р. Ф. О. (1992)
- Кем быть? (1995)
- St. Petersburg — Kinshasa TRANSIT (1996)
- Красиво слева (2001)
- На связи (2003)
- St. Petersburg — Kinshasa TRANSIT (2005)
- Cafe Babalu (2008)
- Utopia (2010)
- Хамелеон (2016)

### Minialbumy
- Dance (2001)
- Рыба (2006)

### Single
- Live at club Havana (2000)
- Солдаты Джи (2011)
- Брадобрей (2014)

- Эйфория (2014)